# El Hadji Ba
Pour les articles homonymes, voir Ba (nom de famille).
El-Hadji Ba, né le 5 mars 1993 à Paris, est un footballeur international mauritanien, qui possède aussi la nationalité française. 
Il est le frère de Lamine Ba, également footballeur professionnel.

## Biographie

### Débuts au Havre
Né de parents originaires du Sénégal et de la Mauritanie, il grandit à Aulnay-sous-Bois. El-Hadji Ba intègre le centre de formation du Havre à 14 ans en 2007, où il côtoie notamment Paul Pogba avant le départ de ce dernier à Manchester United. Il gravit les échelons en équipe de jeunes, termine plusieurs fois dans le podium des meilleurs jeunes du centre, et saute même la catégorie U19 en y redescendant très peu, entrant en équipe réserve à seulement 17 ans.
Il fait ses débuts professionnels le 24 février 2012 contre l'En avant Guingamp dans un match comptant pour la 25e journée de Ligue 2. Il rentre à la 83e minute à la place de Ryan Mendes et le match se solde par une victoire du Havre 3-1. Après le limogeage de Cédric Daury, Christophe Revault, nommé entraîneur intérimaire, fait appel à El-Hadji contre Sedan le 23 novembre 2012. La semaine d'après, le 30 novembre 2012, il marque son premier but en professionnel à la 91e minute du match contre Tours, le match se termine sur le score de 3-0 pour les Havrais. Ne souhaitant pas signer professionnel avec les Ciel & Marine, le staff havrais décide de le faire jouer en équipe réserve, vraisemblablement comme punition. Il finit l'année 2012-2013 en CFA.

### Départ pour Sunderland AFC et prêt au SC Bastia
À l'issue de la saison 2012-2013, il décide de quitter Le Havre pour l'Angleterre et sa Premier League en s'engageant avec le Sunderland AFC.
Il joue son premier match avec Sunderland en rentrant en jeu à la 80e minute lors du troisième tour de la FA Cup contre le Carlisle UFC, lors d'une victoire trois buts à un lors de laquelle il marque dix minutes après son entrée en jeu. Pour sa première saison en Angleterre, il joue trois matchs dont deux matchs en FA Cup et un match en Premier League, et marque un but en FA Cup.
Au mois d'août 2014, El-Hadji Ba fait son retour en France en rejoignant en prêt le SC Bastia, qui évolue alors en Ligue 1. Après sept titularisations très intéressantes, dont une très belle contre le FC Nantes, il se casse le péroné le 15 octobre 2014. Il est écarté des terrains pendant 6 mois et fait son retour dans le groupe corse le 15 avril 2015 en match en retard de la 32e journée contre l'Olympique lyonnais au Stade de Gerland. Il restera sur le banc pendant l'intégralité de la rencontre.

### Charlton Athletic
De retour de prêt du Sporting Club bastiais, El-Hadji décide de rejoindre Charlton Athletic, pensionnaire de Championship en juillet 2015. Il paraphe un contrat de trois ans en leur faveur. Il garde son numéro 22 comme à Sunderland. Il joue son premier match sous ses nouvelles couleurs le 8 août 2015 face aux Queens Park Rangers. Pour sa première apparition en championnat, il fait bonne impression en distillant une passe décisive pour son coéquipier Tony Watt pour une victoire 2-0 à domicile. Il récidive trois jours après en League Cup contre Dagenham & Redbridge en donnant une nouvelle passe décisive.

### Retour en France
Après un bref passage de six mois en Norvège au Stabæk Fotball, El Hadji fait son retour en France. Le 6 juillet 2017, il signe un accord de principe pour un engagement de deux saisons avec le Football Club Sochaux-Montbéliard pensionnaire de Ligue 2. Le lendemain, à la suite de la visite médicale concluante, El-Hadji Ba est officiellement sochalien.
Libre de tout contrat, il s'engage avec le Racing club de Lens le 20 juillet 2018. Dès le 27 juillet, il prend place sur le banc pour le déplacement à Orléans (1re journée, victoire 0-2) et dispute ses premières minutes la semaine suivante contre le Red Star (2e journée, victoire 1-0). Sur les 31 premières journées de championnat, il apparaît à 26 reprises pour 23 titularisations et 3 entrées en jeu. À la suite de son expulsion face à Châteauroux (31e journée, 0-0), il ne connaît qu'une titularisation lors de la 37e journée face à l'AC Ajaccio (victoire 0-2).
L'équipe terminant 5e du championnat, elle se qualifie pour les barrages de promotion. Sur les quatre matchs joués, il n'en dispute qu'un seul dans son intégralité, face à l'ESTAC (victoire 1-2 après prolongations). Il prend place en tribunes pour la rencontre décisive face à Dijon qui voit les lensois s'incliner 3-1 et rester en Ligue 2.
Ne faisant pas partie des plans du nouvel entraîneur de Lens, Philippe Montanier, il rejoint l'En avant Guingamp le 21 août 2019 où il signe un contrat de trois ans. Il est alors échangé contre Cheick Traoré.

### Fin de carrière
Il s'engage en faveur du club chypriote de l'Apollon Limassol pour la saison 2022-2023.
Après une saison puis une dans en Mauritanie sous les couleurs du FC Nouadhibou, il rejoint le RB Linense en quatrième division espagnole.

### En sélection nationale
El-Hadji Ba est sélectionné à six reprises avec les moins de 18 ans français, puis à huit reprises avec les moins de 19 ans et à cinq reprises avec les moins de 20 ans.
Il participe au championnat d'Europe des moins de 19 ans 2012 organisé en Estonie. Il atteint les demi-finales en étant éliminé par l'Espagne.
En décembre 2023, il est retenu dans la liste des vingt-cinq joueurs mauritaniens sélectionnés par Amir Abdou pour disputer la Coupe d'Afrique des nations 2023.

## Statistiques
| Saison                | Club                  | Championnat           | Championnat | Championnat | Coupe nationale | Coupe nationale | Coupe de la Ligue | Coupe de la Ligue | Supercoupe | Supercoupe | Compétition(s) continentale(s) | Compétition(s) continentale(s) | Compétition(s) continentale(s) | Total | Total |
| Saison                | Club                  | Division              | M.          | B.          | M.              | B.              | M.                | B.                | M.         | B.         | Comp.                          | M.                             | B.                             | M.    | B.    |
| 2011-2012             | Le Havre AC           | Ligue 2               | 1           | 0           | -               | -               | -                 | -                 | -          | -          | -                              | -                              | -                              | 1     | 0     |
| 2012-2013             | Le Havre AC           | Ligue 2               | 12          | 1           | 3               | 1               | -                 | -                 | -          | -          | -                              | -                              | -                              | 15    | 2     |
| Sous-total            | Sous-total            | Sous-total            | 13          | 1           | 3               | 1               | 0                 | 0                 | -          | -          | -                              | -                              | -                              | 16    | 2     |
| 2013-2014             | Sunderland FC         | Premier League        | 1           | 0           | 2               | 1               | -                 | -                 | -          | -          | -                              | -                              | -                              | 3     | 1     |
| 2014-2015             | SC Bastia             | Ligue 1               | 7           | 0           | -               | -               | -                 | -                 | -          | -          | -                              | -                              | -                              | 7     | 0     |
| 2015-2016             | Charlton AFC          | Championship          | 25          | 0           | 3               | 0               | -                 | -                 | -          | -          | -                              | -                              | -                              | 28    | 0     |
| 2017                  | Stabaek Fotball       | Eliteserien           | 11          | 0           | 1               | 1               | -                 | -                 | -          | -          | -                              | -                              | -                              | 12    | 1     |
| 2017-2018             | FC Sochaux            | Ligue 2               | 21          | 0           | 3               | 0               | 1                 | 0                 | -          | -          | -                              | -                              | -                              | 25    | 0     |
| 2018-2019             | RC Lens               | Ligue 2               | 30          | 0           | 1               | 0               | 1                 | 1                 | -          | -          | -                              | -                              | -                              | 32    | 1     |
| 2019-2020             | EA Guingamp           | Ligue 2               | 7           | 0           | -               | -               | -                 | -                 | -          | -          | -                              | -                              | -                              | 7     | 0     |
| 2020-2021             | EA Guingamp           | Ligue 2               | 15          | 0           | 1               | 0               | -                 | -                 | -          | -          | -                              | -                              | -                              | 16    | 0     |
| 2021-2022             | EA Guingamp           | Ligue 2               | 26          | 2           | 3               | 0               | -                 | -                 | -          | -          | -                              | -                              | -                              | 29    | 2     |
| Sous-total            | Sous-total            | Sous-total            | 48          | 2           | 4               | 0               | -                 | -                 | -          | -          | -                              | -                              | -                              | 52    | 2     |
| 2022-2023             | Apollon Limassol      | Panchypriote Cyta     | 3           | 0           | -               | -               | -                 | -                 | 1          | 0          | C3+C4                          | 2+2                            | 0                              | 8     | 0     |
| Total sur la carrière | Total sur la carrière | Total sur la carrière | 159         | 3           | 17              | 3               | 2                 | 1                 | 1          | 0          | -                              | 4                              | 0                              | 183   | 7     |

## Palmarès
El Hadji Ba remporte la Supercoupe de Chypre en 2022 avec l'Apollon Limassol.